# Tfou
Ne doit pas être confondu avec Tfou TV.
 (juin 2020).
Si vous disposez d'ouvrages ou d'articles de référence ou si vous connaissez des sites web de qualité traitant du thème abordé ici, merci de compléter l'article en donnant les références utiles à sa vérifiabilité et en les liant à la section « Notes et références ».
TFOU est une émission de télévision française pour la jeunesse diffusée depuis le 1er janvier 2007, sur TF1 et depuis le 8 janvier 2024 dès 6h55 aussi sur TFX en raison de la nouvelle matinale de TF1 : Bonjour !.

## Histoire

### Le phénomènePokémonet le renouveau
En 2006, TF1 apprend que Gulli obtient la licence Pokémon pour en faire sa série phare. TF! Jeunesse, à la fin, a été renommé TFOU, comme le nom de son site web, et a un nouvel habillage. Mais TF1 est toujours impliqué dans Pokémon puisqu'en 2007 sort un DVD intitulé Les aventures des Pokémon (où peuvent être visionnés trois films Pokémon inédits). Pokémon sera diffusé sur TF1 jusqu'en 2011.

### La récupération du succès
Après avoir créé tfou.fr, 1er site jeunesse de TF1, en 2000, le groupe TF1 lance la chaîne Tfou TV sur le bouquet satellite TPS en s'inspirant du concept de TF! Jeunesse, mais la chaîne vise un public adolescent, là où TF! Jeunesse tentait de séduire les plus jeunes. Toutefois, les programmes sont majoritairement anciens ou peu populaires. Les séries phares sont réservées à la diffusion sur TF1.
Le 28 août 2007, TFOU, Tfou.fr et TFOU TV ont changé de logo. La chaîne Tfou TV a définitivement cessé la diffusion de ses programmes le 29 février 2008.

### Tfou change d'horaire et de chaîne dès 2024
Depuis le 8 janvier 2024, à la suite de la création d'une nouvelle matinale sur TF1 : Bonjour ! animée par Bruce Toussaint, Tfou voit sa programmation modifiée. En semaine, Tfou est diffusé sur TF1 de 6h à 6h55 puis bascule sur TFX de 6h55 à 8h30 (le mercredi jusqu'à 9h30). Durant les congés scolaires, Tfou est diffusé sur TFX de 6h55 à 10h30. Le week-end, TF1 conserve les dessins animés élargissant la tranche du samedi de 6h à 11h et le dimanche de 6h à 10h,. TF1 étant tenue de diffuser au minimum 750 h de programmes jeunesse par an dont 650 h d'animation selon les engagements conclus avec l'ARCOM dans sa convention. Depuis le 12 mars 2025, Tfou sur TFX est prolongé jusqu'à 12h le mercredi matin.

## Identité visuelle

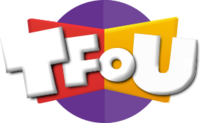
Logo de Tfou du 1er janvier au 27 août 2007 (normalement sans le rond violet derrière).
Logo de Tfou depuis le 28 août 2007.

## Audiences
Tfou réalise de bonnes audiences depuis son lancement. L'émission dépasse parfois les Zouzous, diffusée sur France 5, voir Ludo, diffusée sur France 3 à la même heure que Tfou. L'audience de Tfou est cependant moins bonne que celle du Club Dorothée, ce qui n'est pas un échec car l'audience du week-end est entre 15 et 20 % de parts de marché tandis que la semaine, elle est entre 10 et 15 % de parts de marché. Néanmoins, avec Téléshopping, la tranche horaire rassemble cinq fois moins de téléspectateurs que Télématin. Le 6 mai 2015, elle réunit 5,7 % du public à cette heure-là.

## Site internetTfou.fr
Le site Tfou.fr est le portail jeunesse de TF1 puisqu'on peut créer son avatar. Le site comporte des jeux, des vidéos. Lors de la disparition de Tfou TV, le site internet diffusait de 17 à 18 heures des séries dans un premier temps puis de 17 à 20 heures. Depuis 2017, le site est intégré dans TF1+

## Produits dérivés

### Application mobile
L'application mobile de Tfou est lancée le 2 septembre 2014 et est éditée par e-TF1.
Depuis 2017, l'application TFOU est intégrée dans TF1+

### Magazine
En 2010, Tfou lance un magazine édité par Fleurus presse appelé Tfou Magazine.

### Tfou Max
TF1 lance le 5 février 2015 un service de SVOD contenant beaucoup de programmes pour enfants. Il est inclus avec l'abonnement Orange Famille.

### Tfou TV
Une chaîne de télévision Tfou TV est lancée le 23 avril 2003 et disparaît le 28 février 2008.

## Autres informations

### Opérations spéciales
Dès le début, la chaîne et son équipe souhaitent créer en permanence la surprise à l'antenne, en plus des séries diffusées. C'est ainsi que vont naître un certain nombre de personnages qui vivent de minis aventures dans des programmes courts conçus et élaborés par trois réalisateurs principaux : Fernando Worcel, Nicolas Sedel et Franck Salomé.
Un caribou du Québec, Traviole, sera l'hôte de plusieurs Noël avant de faire découvrir le camping, l'espace ou encore le Moyen Âge aux enfants. Sylvie la cochonne et Parker le canard, animeront la fête d'Halloween, de Noël mais aussi présenteront la présidentielle de 2007. Lulu le lutin sera l'efficace adjoint du Père Noël deux années de suite. Gropoil, un gros monstre violet poilu, anime également une autre année d'Halloween.
En 2007 arrive un personnage politiquement incorrect, Le Dégueu, sorte de cornichon vert, un peu pétomane mais hilarant. Rebaptisé Timur, il présente en 2009 une longue série de sketchs sur l'environnement. Car depuis 2003, Tfou souhaite faire profiter de son antenne à de grandes causes civiques : la tolérance, la solidarité et l'environnement sont abordés sous l'angle de l'enfance et de l'humour.
En septembre 2011, à l'occasion de la Coupe du Monde de Rugby apparaît Blaise, un kangourou en 3D qui présente tous les événements liés au monde du sport.
À l'occasion de Noël 2013 est créé par Franck Salomé, Nicolas Sedel et Fernando Worcel, un nouveau personnage, le poulpe Yaki, chargé d'animer la période des fêtes sur Tfou. Il revient en avril 2014 pour une thématique sur les mystères du corps humain. 